# Prywitne (obwód chmielnicki)
Prywitne (ukr. Привітне) – wieś na Ukrainie, w obwodzie chmielnickim, w rejonie kamienieckim, w hromadzie Kitajgród. W 2001 liczyła 158 mieszkańców, spośród których 156 wskazało jako ojczysty język ukraiński, a 2 rosyjski.